# Ellentie
Ellentie war eine Kindersendung des 2. Fernsehens der DDR. Der Sendungstitel ist ein Akronym des Namens von Ellen Tiedtke, der Darstellerin von Ellentie. Die Sendung lief von 1983 bis 1991 unter dem Motto Filme, Spaß und sonst noch was und zählte zu den beliebtesten Kindersendungen des Fernsehens der DDR.

## Ausstrahlung
Die erste Folge des Kindermagazins wurde am 5. Januar 1983 im 2. Programm des DDR-Fernsehens ausgestrahlt. Die etwa 30-minütigen Folgen liefen jeweils am Mittwoch um 16:30 Uhr. Von Februar 1990 bis Dezember 1990 erfolgte die Ausstrahlung am Sonntagvormittag, danach folgten noch einige monatliche Episoden. Mit der Einstellung des DDR-Fernsehens endete auch die Produktion und Ausstrahlung von Ellentie.

## Sendung

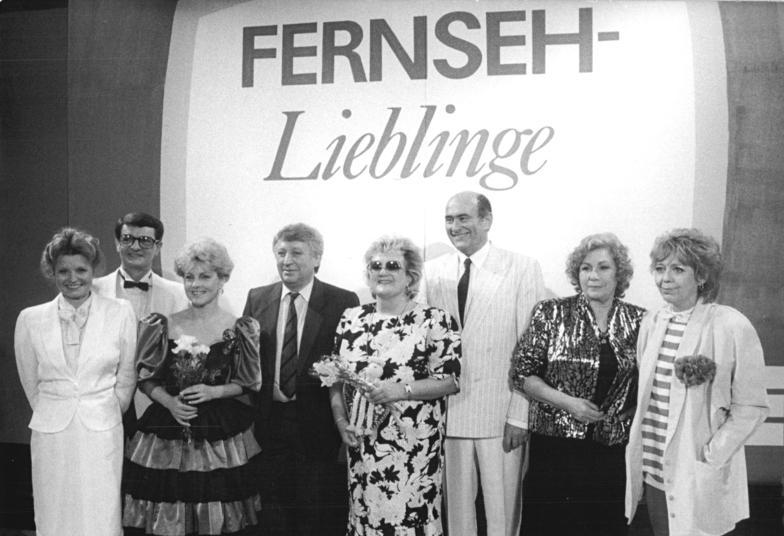
Ellen Tiedtke (rechts) bei der Ernennung der Fernsehlieblinge 1987

Namensgeber und Hauptdarstellerin der Sendung war die Berliner Schauspielerin und Kabarettistin Ellen Tiedtke. In den meisten Episoden trug sie eine Latzhose, einen Streifenpullover und Ringelsocken. Dieses Outfit wurde zum charakteristischen Erkennungsmerkmal für die Person Ellentie.
Im Lauf einer Sendung wurden kurze Trickfilme, Märchen, Lieder und Gespräche mit Kindern gezeigt. Sehr beliebt waren die Zuschauerrätsel. Die einzelnen Sendungsteile wurden jeweils durch die Moderation Ellenties in Form einer Geschichte zusammengebracht.
Laut eigener Darstellung war die Sendung spielerisch-phantasievolle Pädagogik ohne erhobenen Zeigefinger für Zuschauer zwischen 6 und 9 Jahren. Die Leser der DDR-Fernsehzeitschrift FF dabei wählten Ellentie bzw. Ellen Tiedtke zweimal zum Fernsehliebling.